# Mexikansk spikklubba
Mexikansk spikklubba (Datura inoxia) är en art i familjen potatisväxter och förekommer naturligt från sydvästra USA till Sydamerika och Västindien. Den odlas i Sverige som ettårig utplanteringsväxt. Hela växten är giftig, särskilt fröna. Växten beskrevs första gången 1759 av Linné under namnet Datura metel, ett namn som han 1753 gett åt en annan art, indisk spikklubba. Det vetenskapliga artnamnet stavas ibland felaktigt innoxia.

## Beskrivning
Mexikansk spikklubba är en flerårig, tätt finhårig och klibbhårig ört som blir 1–2 meter hög. Bladen är 10–18 cm, brett äggrunda med vågiga till vagt tandade kanter. Blandundersidorna är mjukhåriga. Bladskaften är kortare än bladskivan. Blommorna kommer ensamma i grenvecken, de är upprätta och vita till grönaktig bas, aldrig med violetta inslag. Blomskaftet blir 1–5 cm långt, det förlängs i fruktstadiet. Fodret blir 7,5–10,5 cm långt, femflikigt med oliklånga flikar. Kronan blir 15–18 cm lång och 6–10 cm bred, med fem flikar, som är spetsiga eller utdraget spetsiga, brämet är mer eller mindre vågigt i kanten. Området mellan flikarna är också utdraget i en spets, vilket ger en känsla av blomman är en 10-uddig stjärna, detta är typiskt för arten. Ståndarknapparna är vita. Frukten är en torr, nickande kapsel, klotformad, 4–5 cm bred, tätt besatt med oliklånga taggar och kvarsittande foderrester. Den innehåller många bruna frön.
Vissa plantor är lågväxande, har större blommor, med mindre pistillmärken och kortare ståndare. Dessa erkänns ibland som en egen art - Datura meteloides.

## Liknande arter
Arten indianspikklubba (D. wrightii) är mycket lik den mexikanska spikklubban. Området mellan flikarna är dock inte utdraget i en spets, och kronan uppfattas som en femuddig stjärna. Brämmet är också rakt, inte vågigt och ofta svagt violett.
Mexikansk spikklubba kan också förväxlas med indisk spikklubba (D. metel), som dock är nästan hårlös och har korta eller inga taggar på frukten.

## Sorter
- 'Belle Blanche' är en vanlig sort i fröhandeln.

## Synonymer
- Datura guyaquilensis Kunth
- Datura meteloides de Candolle ex Dunal
- Datura metel L.,  1759 ej 1753
- Datura metel Ucria nom. illeg.
- Datura velutinosa Fuentes